# Umbonium
Umbonium là một chi ốc biển trong họ Trochidae.

## Danh sách loài
- Umbonium callosum  Sowerby, 1887
- Umbonium conicum (A. Adams & Reeve, 1850)
- Umbonium costatum (Valenciennes in Kiener, 1838 in 1834-50)
- Umbonium elegans (Kiener, 1838)
- Umbonium eloiseae Dance, Moolenbeek & Dekker, 1992
- Umbonium giganteum (Lesson, 1833)
- Umbonium moniliferum (Lamarck, 1822)
- Umbonium sagittatum (Hinds, 1845)
- Umbonium suturale (Lamarck, 1822)
- Umbonium thomasi (Crosse, 1862)
- Umbonium vestiarium (Linnaeus, 1758)

Các tên hiện được xem là danh pháp đồng nghĩa
- Umbonium adamsi Dunker: danh pháp đồng nghĩa của Umbonium thomasi (Crosse, 1862)
- Umbonium bairdii Dall, 1889:[3] danh pháp đồng nghĩa của Margarites bairdii (Dall, 1889)
- Umbonium capillata  A. A. Gould, 1861 : danh pháp đồng nghĩa của Ethaliella capillata (Gould, 1862)
- Umbonium depressum Adams, 1853: danh pháp đồng nghĩa của Umbonium vestiarium (Linnaeus, 1758)
- Umbonium floccata  G. B. Sowerby III, 1903 : danh pháp đồng nghĩa của Ethaliella floccata (Sowerby III, 1903)
- Umbonium guamense Adams, A. 1855: danh pháp đồng nghĩa của Ethalia guamensis (Quoy & Gaimard, 1834)
- Umbonium guamensis  J. R. C. Quoy & J. P. Gaimard, 1834 : danh pháp đồng nghĩa của Ethalia guamensis (Quoy & Gaimard, 1834)
- Umbonium guamensis selenomphala  H. A. Pilsbry, 1905 : danh pháp đồng nghĩa của Ethalia guamensis (Quoy & Gaimard, 1834)
- Umbonium javanicum A. Adams, 1853: danh pháp đồng nghĩa của Umbonium moniliferum (Lamarck, 1822)
- Umbonium nitida  (A. Adams, 1863) : danh pháp đồng nghĩa của Ethalia nitida A. Adams, 1863
- Umbonium omphalotropis  (A. Adams, 1863) : danh pháp đồng nghĩa của Ethalia omphalotropis A. Adams, 1863
- Umbonium polita (A. Adams, 1862) : danh pháp đồng nghĩa của Ethalia polita A. Adams, 1862
- Umbonium pulchella (A. Adams in H. & A. Adams, 1854) : danh pháp đồng nghĩa của Ethaliella pulchella (A. Adams, 1855)
- Umbonium rufula (A. A. Gould, 1861) : danh pháp đồng nghĩa của Ethalia rufula Gould, 1861
- Umbonium sanguinea  H. A. Pilsbry, 1905 : danh pháp đồng nghĩa của Ethalia sanguinea Pilsbry, 1905
- Umbonium striolatum Adams A., 1855: danh pháp đồng nghĩa của Ethalia striolata (A. Adams, 1855)
- Umbonium zelandica (Hombron & Jacquinot,1855): danh pháp đồng nghĩa của Zethalia zelandica (Hombron & Jacquinot, 1855)